# Dust (film 2001)
Dust è un film del 2001 scritto e diretto da Milčo Mančevski. La colonna sonora è opera di Kiril Džajkovski.

## Trama
Un ragazzo di nome Edge entra in un appartamento di New York per svaligiarlo. Qui viene sorpreso dalla proprietaria, un'anziana ma grintosa vecchietta che, mentre lo tiene sotto tiro con una pistola, inizia a raccontargli una storia che narra di due fratelli, Luke e Elijah, e di una prostituta (Lilith), una vicenda d'amore e tradimento.
1905. Luke e Elijah erano due pistoleri, Luke era un amante del divertimento e delle belle donne, mentre Elijah è un fervente cristiano dai sani principi. Entrambi amavano Lilith, la quale sposò Elijah, anche se i due dovettero affrontare il lutto della morte della loro bambina, morta poco dopo essere nata. Luke abbandona il fratello e la cognata, diventa un cacciatore di taglie e si reca in un paese straniero per stanare un criminale chiamato il "Professore", al quale anche i turchi danno la caccia.
Quando la trama si infittisce, catturando l'attenzione del ladruncolo, l'anziana si sente male. Dopo una corsa ed il ricovero in ospedale il giovane si allontana, anche perché è alla disperata ricerca di soldi per pagare un debito a due poliziotti corrotti, che gli rompono i pollici. Edge scopre che la vecchia nasconde dell'oro, e quindi torna in ospedale da lei per chiederle dove si trova, la donna rivela al ragazzo che vuole essere seppellita nel luogo in cui è nata.
Continuando con il racconto, Elijah raggiunge il fratello, ma inspiegabilmente gli spara. Luke, ormai morente, vede Lilith che gli fa vedere il futuro, l'uomo viene salvato da una giovane ragazza incinta di nome Neda, la ragazza vive in un villaggio, infine viene rivelato che ragazza aspetta un bambino dal Professore, rifugiatosi lì, ma i turchi lo trovano e dopo aver ucciso il Professore, lo decapitano. Il padre del Professore consegna a Luke l'oro che apparteneva al figlio. Luke scappa e fuori dal villaggio incontra Elijah che gli confessa il motivo del suo disprezzo, Lilith si è tolta la vita, nonostante fosse incinta, probabilmente aspettava un figlio da Luke, dato che aveva una storia con lui alle spalle del fratello.
La vecchietta non ha più la forza di raccontare la storia, Edge torna a casa della donna e trova l'oro, che nascondeva dentro il frigorifero. Edge invece che pagare i due agenti decide di usare l'oro per pagare dei sicari, loro si occupano dei due poliziotti facendo capire ai due che è stato Edge a pagarli, recapitandogli un messaggio da parte del ragazzo: "vi manda ottomila baci".
Nonostante abbia risolto i suoi problemi, decide ugualmente di tornare dalla vecchietta, dato che ormai si è affezionato a lei, infine le chiede di terminare il racconto, ma la vecchia muore, non prima di essersi fatta promettere dal giovane di portare le proprie ceneri nella terra natia.
Edge prende un aereo, e preso il volo fa amicizia con una ragazza alla quale racconta la fine della storia iniziata dall'anziana donna, inventandosi il finale (che curiosamente sembra coincidere in parte con gli avvenimenti). Luke capisce di aver fatto solo sbagli nella sua vita e che ora deve redimersi, quindi va al villaggio per salvare Neda, i turchi vogliono uccidere il bambino che aspetta, dato che è la prole del Professore, Luke la protegge e ingaggia una battaglia contro di loro, e senza volerlo uccide pure Deda, infine grazie a Luke pure gli abitanti del villaggio trovano la forza per ribellarsi, e uccidono gli invasori, ma anche Luke muore nello scontro a fuoco, ma non prima di vedere la piccola che Deda portava in grembo nascere, infatti la ragazza prima di morire era riuscita a metterla alla luce. Elijah prende la piccola e decide assumersi la responsabilità di crescerla, entrando in possesso del suo oro, infatti quella neonata era niente meno che la vecchia, questo riconduce a una scena precedente del film, quando Lilith aveva fatto vedere a Luke il futuro, infatti quando la piccola crescerà, Elijah morirà di fronte a lui a causa di un infarto.
Edge si dirige al villaggio in cui l'anziana donna era nata, ammettendo che la donna gli manca, essendogli grato per averlo aiutato a prendere in mano la sua vita.

## Distribuzione
È stato il film d'apertura della cinquantottesima edizione della Mostra Internazionale d'Arte Cinematografica della Biennale di Venezia.

## Riconoscimenti
- 2004 – Motion Picture Sound Editors
  - Candidatura per il miglior montaggio sonoro in un film straniero a Peter Baldock, Jack Whittaker, Philip Alton, Tim Hands, Daniel Laurie e Richard Todman